# Municipio de Easton (Dakota del Norte)
El municipio de Easton (en inglés: Easton Township) es un municipio ubicado en el condado de Steele en el estado estadounidense de Dakota del Norte. En el año 2010 tenía una población de 54 habitantes y una densidad poblacional de 0,58 personas por km².

## Geografía
El municipio de Easton se encuentra ubicado en las coordenadas 47°27′1″N 97°46′56″O / 47.45028, -97.78222. Según la Oficina del Censo de los Estados Unidos, el municipio tiene una superficie total de 93.37 km², de la cual 93,31 km² corresponden a tierra firme y (0,06 %) 0,06 km² es agua.

## Demografía
Según el censo de 2010, había 54 personas residiendo en el municipio de Easton. La densidad de población era de 0,58 hab./km². De los 54 habitantes, el municipio de Easton estaba compuesto por el 100 % blancos. Del total de la población el 0 % eran hispanos o latinos de cualquier raza.